# Stolberg Hauptbahnhof
Stolberg Hauptbahnhof – główny dworzec kolejowy w Stolberg (Rheinland), w kraju związkowym Nadrenia Północna-Westfalia, w Niemczech. Stacja została otwarta w 1888. Znajdują się tu 2 perony.